# Marine Boyer
Pour les articles homonymes, voir Boyer.
Marine Boyer, née le 22 mai 2000 à Saint-Benoît (La Réunion), est une gymnaste française. Elle a notamment remporté une médaille de bronze par équipes aux championnats du monde et quatre médailles aux championnats d'Europe.
Marine s'entraine à l'Insep et est licenciée au club de Meaux Gymnastique.

## Biographie
Marine Boyer commence la gymnastique au club de Melun. À huit ans, elle rejoint la section sport-étude du club de Meaux Gymnastique où elle est toujours licenciée. Pour son entrée en sixième, elle intègre le pôle espoir de Meaux avant de partir en 2014 à l'INSEP où elle s'entraîne avec de grandes gymnastes françaises comme Youna Dufournet et Marine Brevet. À l'INSEP, elle est d'abord entraînée par Dimitru Pop, Jian Fu et Hong Ma Wang puis en janvier 2018, le couple chinois est remplacé par Martine Georges et Cédric Guille.
Marine Boyer remporte la médaille d'or du saut au Festival olympique de la jeunesse européenne 2015 à Tbilissi.
Aux championnats d'Europe de 2016, elle est médaillée d'argent à la poutre avec un score de 14,600, se classent derrière Aliya Mustafina et devant Cătălina Ponor. Elle est également médaillée de bronze par équipes avec Marine Brevet, Loan His, Oréane Lechenault et Alison Lepin.
À l'âge de 16 ans, elle participe aux Jeux olympiques de 2016 à Rio où elle se donne pour objectif d'atteindre une finale. Elle se qualifie pour la finale de la poutre et termine à la quatrième place en poutre avec un score de 14,600, non loin de l'Américaine Simone Biles (14,733), médaillée de bronze,.
Aux Jeux méditerranéens de 2018 à Tarragone, elle remporte le titre à la poutre et la médaille d'argent par équipe.
En août 2018, elle participe aux championnats d'Europe à Glasgow, où la France prend la première place des qualifications par équipes, profitant de trois chutes des favorites russes. Finalement, les Françaises obtiennent la médaille d'argent au terme de la finale, derrière les Russes et devant les Néerlandaises. Avec un total de 161,131 points, elles réalisent alors le meilleur résultat de l'histoire de la gymnastique française. À titre individuel, Marine Boyer se qualifie pour la finale de la poutre, en cinquième position. En finale, elle remporte la médaille de bronze.
Lors de Championnats du monde à Doha, elle accède à la finale du concours par équipes mais échoue de peu pour se qualifier pour celle de la poutre. Alors que l'équipe de France féminine n'a plus atteint une finale mondiale depuis les Jeux olympiques de 2008,, Marine Boyer et ses coéquipières réalisent l'un des meilleurs résultats français de l'histoire en atteignant la cinquième place.
En 2021, elle est sélectionnée dans l'équipe de France pour les Jeux olympiques de Tokyo.
En septembre 2023 Marine Boyer remporte la médaille d'or à la poutre aux Internationaux de France de Gymnastique à Bercy pour la deuxième année consécutive.

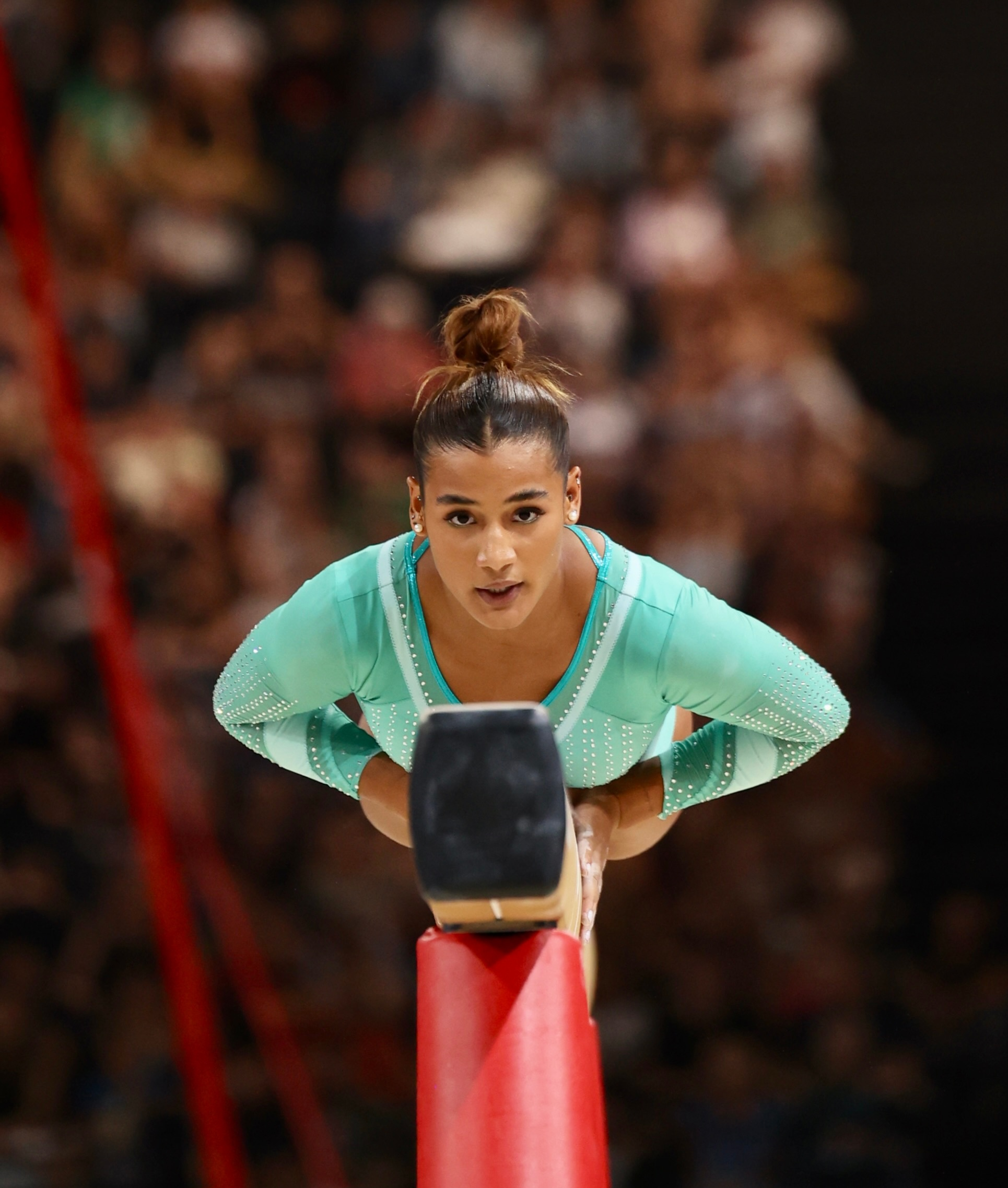
Marine Boyer à la poutre aux Internationaux de France 2023.

En octobre 2023, elle réintègre l'équipe de France à l'occasion des championnats du monde qui se déroulent à Anvers. L'équipe de France (Mélanie De Jesus Dos Santos, Coline Devillard, Lorette Charpy, Morgane Osyssek et Djenna Laroui)  se classe en septième position lors des qualifications, ce qui permet de valider par la même occasion une participation de l'équipe aux Jeux olympiques de Paris. Marine se qualifie également pour la finale du concours général individuel.
En finale, Marine et ses coéquipières de l'équipe de France remportent la médaille de bronze derrière les États-Unis et le Brésil avec 164.064 points. Une performance historique dans l'histoire de la gymnastique française puisque c'est la première fois depuis 1950 qu'un tel exploit se produit. Marine totalise 13.266 au saut, 12.866 au barres asymétriques, 13.733 en poutre et 12.633 au sol. 
Aux Championnats d'Europe de gymnastique artistique féminine 2024 à Rimini, l'équipe de France composée de Coline Devillard, Marine Boyer, Morgane Osyssek, Ming Gherardi Van Eijken et Lorette Charpy remporte la médaille de bronze par équipes ; Marine Boyer est également lors de ces championnats médaillée de bronze à la poutre.

## Palmarès

### Jeux olympiques
- Rio 2016
  - 4e à la poutre
  - 11e au concours général par équipes (non finaliste)
- Tokyo 2020 (2021)
  - 6e au concours général par équipes

### Championnats du monde
- Montréal 2017
  - 21e au concours général individuel

- Doha 2018
  - 5e au concours par équipes
  - 9e des qualifications de la poutre (non finaliste ; 1re réserviste)

- Liverpool 2022
  - 4e à la poutre

- Anvers 2023
  -  médaille de bronze au concours général par équipes

### Championnats d'Europe
- Berne 2016
  -  médaille de bronze au concours par équipes
  -  médaille d'argent à la poutre
- Cluj-Napoca 2017
  - 16e du concours général
  - 7e à la poutre
- Glasgow 2018
  -  médaille d'argent du concours par équipes
  -  médaille de bronze à la poutre (5e des qualifications)
- Szczecin 2019
  - 8e au sol
- Bâle 2021
  - 6e à la poutre
- Munich 2022
  - 6e du concours général par équipes
- Rimini 2024
  -  médaille de bronze du concours par équipes
  -  médaille de bronze à la poutre

### Jeux méditerranéens
- Tarragone 2018
  -  médaille d'argent au concours général par équipes
  -  médaille d'or  à la poutre

### Coupe du monde
- Internationaux de France 2023
  -  médaille d'or à la poutre

- Internationaux de France 2022
  -  médaille d'or à la poutre

- Internationaux de France 2017
  -  médaille d'argent à la poutre

- Doha 2018
  -  médaille d'argent à la poutre
  - 7e au sol

- Internationaux de France 2018
  -  médaille d'argent à la poutre

- Bakou 2019
  -  médaille d'argent à la poutre
  - 5e au sol

- Doha 2019
  -  médaille de bronze à la poutre
  - 5e au sol
- Varna 2016
  -  médaille d'or à la poutre

### Championnats de France
- Championnats de France Élite Toulouse 2011 : 
  - 5e au concours général Avenir
- Championnats de France Élite Nantes 2012 : 
  -  médaille d'argent au concours général Espoir
- Championnats de France Élite Cognac 2013 : 
  - 7e au concours général Espoir
- Championnats de France Élite Agen 2014 : 
  -  médaille d'argent au concours général Junior
- Championnats de France Élite Rouen 2015 :
  -  médaille d'or à la poutre
  -  médaille d'argent aux barres asymétriques
- Championnats de France Élite Mulhouse 2016 :
  -  médaille d'or au concours général Senior
  -  médaille d'or à la poutre
  - 6e aux barres
- Championnats de France Élite Les Ponts-de-Cé 2017 :
  -  médaille d'or à la poutre
  -  médaille d'or au sol (à égalité avec Juliette Bossu)
  -  médaille d'argent au concours général Senior
- Championnats de France Élite Caen 2018 : 
  - 4e au concours général Senior
  - 4e au sol
- Championnats de France Élite Mouilleron-le-Captif 2021[15] :
  -  médaille d'argent au concours général
  -  médaille d'argent à la poutre
- Championnats de France Élite Elancourt 2022[16] : 
  -  médaille de bronze au concours général
  -  médaille d'argent au sol
- Championnats de France Élite Saint-Brieuc 2023[17] :
  -  médaille d'argent au concours général
  -  médaille d'or à la poutre
  -  médaille de bronze au sol

### Championnats de France par équipes
- Championnat de France Toulon 2012 : 
  - 7e en Division Nationale 1
- Top 12 Mulhouse 2013 :
  -  médaille de bronze
- Top 12 Agen 2014 : 
  -  médaille d'argent
- Top 12 Rouen 2015 : 
  -  médaille de bronze
- Top 12 Mouilleron-le-Captif 2016 
  -  médaille d'or
- Top 12 Valenciennes 2017 
  - 4e
- Top 12 Lyon 2018 
  -  médaille d'or

### Coupes nationales
- Coupe nationale La Madeleine 2011 : 
  - 5e au concours général Avenir
- Coupe nationale Bourges 2012 : 
  - 1re au concours général Espoir
- Coupe nationale Metz 2013 : 
  - 3e au concours général Espoir
- Coupe nationale Mouilleron-le-Captif 2015 : 
  - 1re au concours général Junior
- Coupe nationale Les Ponts-de-Cé 2016 : 
  - 1re au concours général Senior